# Оксипорус Маннергейма
Оксипорус Маннергейма (Oxyporus mannerheimii) — вид жуків родини жуків-хижаків (Staphylinidae).

## Етимологія
Вид названий на честь Карла Густава Маннергейма, фінського дослідника комах та діда маршала Карла Густава Маннергейма.

## Поширення
Вид поширений в Балтіському регіоні (в Польщі, Литві, Латвії, Естонії, Фінляндії) та в Росії аж до Сибіру.

## Опис
Це маленький, яскравий чорний жук завдовжки від 7 до 9 мм з тонким тілом і укороченими крилами. Щупальця і щиколотки коричневі.

## Спосіб життя
І жуки, і личинки живляться плодовими тілами грибів.